# Liodessus deflectus
Liodessus deflectus là một loài bọ cánh cứng trong họ Bọ nước. Loài này được Ordish miêu tả khoa học năm 1966.